# Chồn hôi sọc
Chồn hôi sọc hay chồn khoang, tên khoa học Mephitis mephitis, là một loài động vật có vú trong họ Chồn hôi, bộ Ăn thịt. Loài này được Schreber mô tả năm 1776.
Tìm thấy trên hầu hết lục địa Bắc Mỹ phía bắc của México, nó là một trong những loài động vật có vú nổi tiếng nhất tại Canada và Hoa Kỳ.

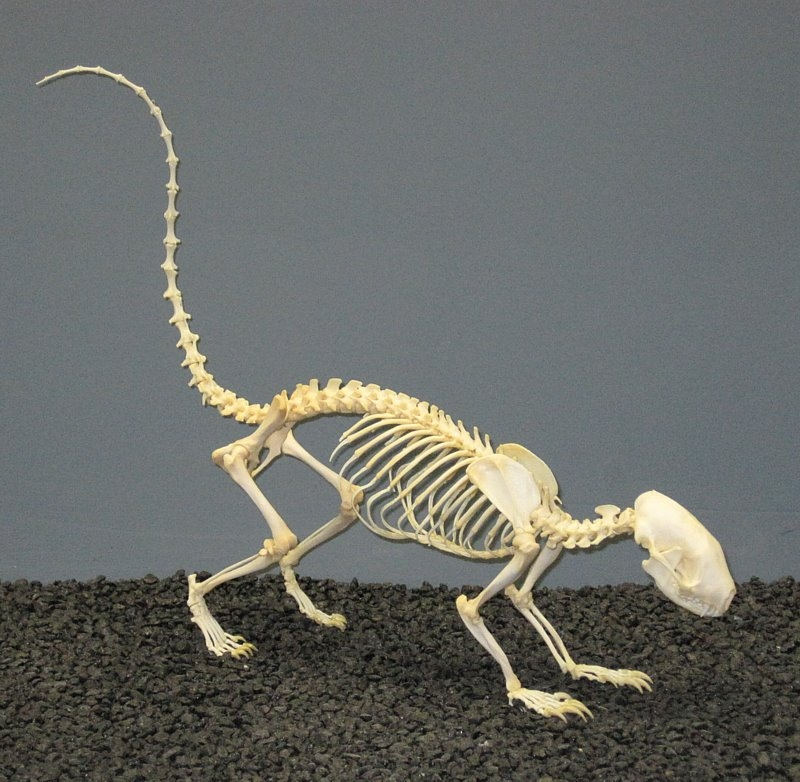
Bộ xương trưng bày ở Bảo tàng cốt học, Oklahoma City, Oklahoma.

Nó có thân màu đen với một dải trắng dọc theo hai bên thân; hai dải nhập vào một khu vực trắng rộng hơn tại gáy. Trán của nó có một sọc trắng hẹp. Tương tự trong kích thước một con mèo nhà. Mẫu vật trưởng thành có thể nặng từ 2,5 đến 15 lb (1,1 đến 6,8 kg), mặc dù cân nặng trung bình là 6–8 lb (2,7–3,6 kg). Chiều dài đầu-thân (ngoại trừ đuôi) của loài này là 13 đến 18 in (33 đến 46 cm). Con đực lớn hơn 10% so với con cái. Đuôi rậm lông dài 7 đến 10 in (18 đến 25 cm), và đôi khi có một mũi trắng. Sự hiện diện của nó được cảm nhận đầu tiên bởi mùi của nó. Nó có tuyến hậu môn tiết ra chất hôi khó chịu đặc trưng của các loài chồn hôi khi nó cảm thấy bị đe dọa bởi động vật khác.

## Phân loài
- M. m. avia Bangs, 1898
- M. m. elongata Bangs, 1895
- M. m. estor Merriam, 1890
- M. m. holzneri Mearns, 1898
- M. m. hudsonica Richardson, 1829
- M. m. major Howell, 1901
- M. m. mephitis Schreber, 1776
- M. m. mesomelas Lichtenstein, 1832
- M. m. nigra Peale and Palisot de Beauvois, 1796
- M. m. notata Hall, 1936
- M. m. occidentalis Baird, 1858
- M. m. spissigrada Bangs, 1898
- M. m. varians Gray, 1837

## Hình ảnh

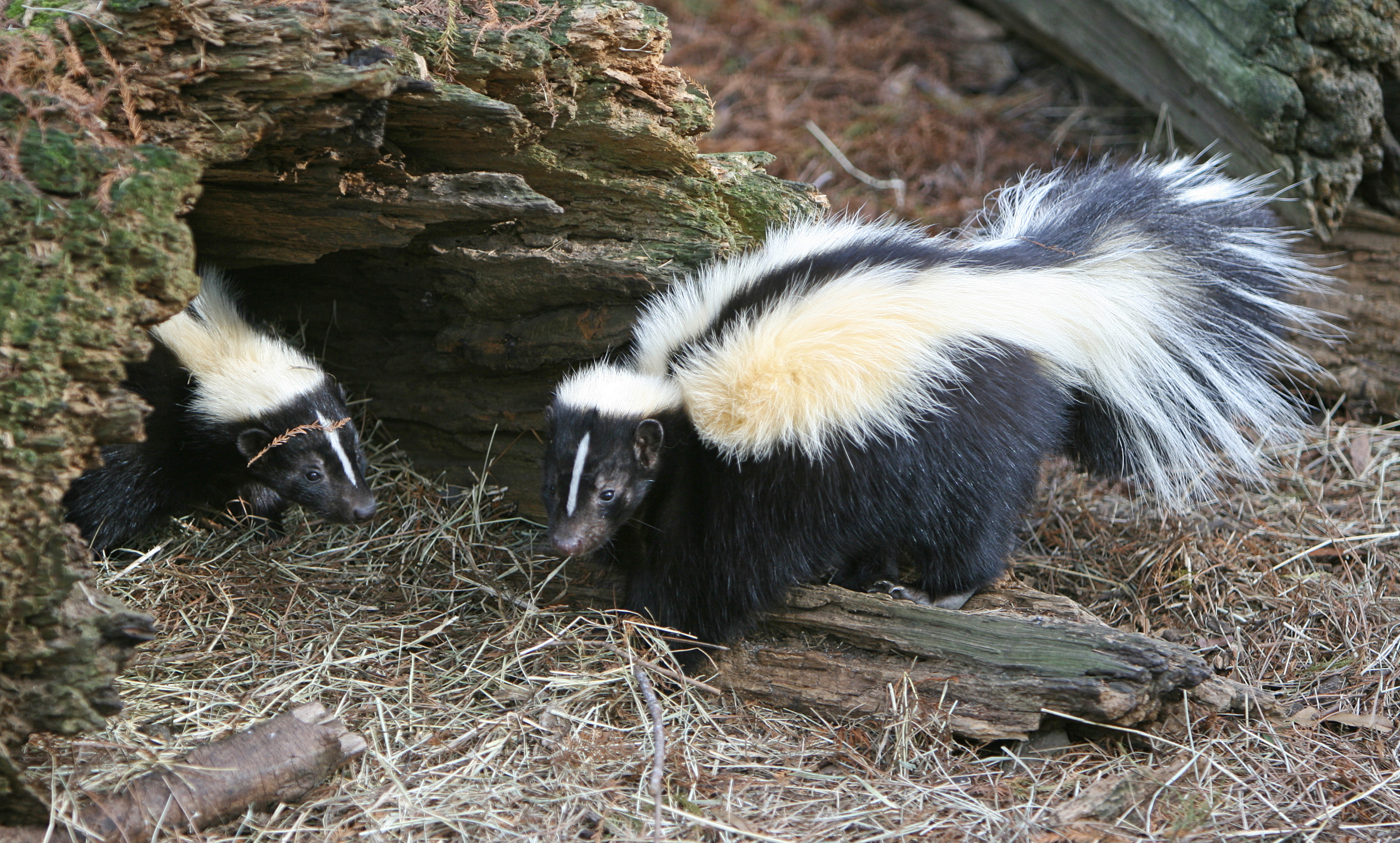
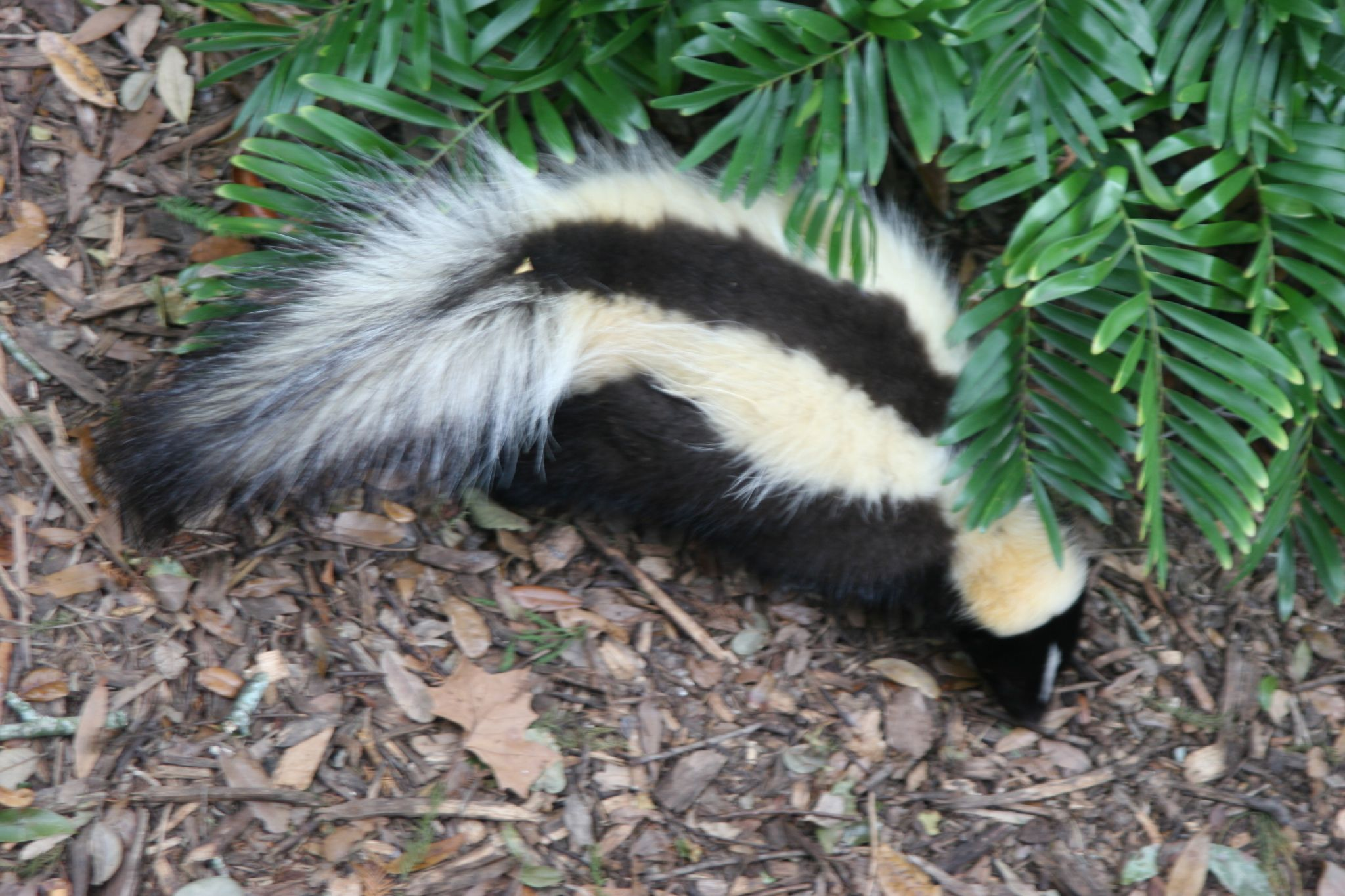
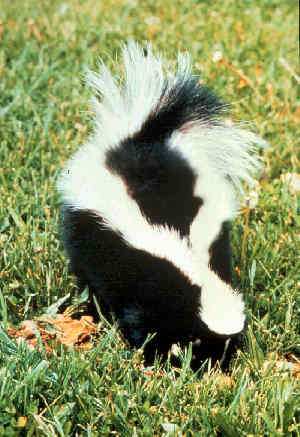
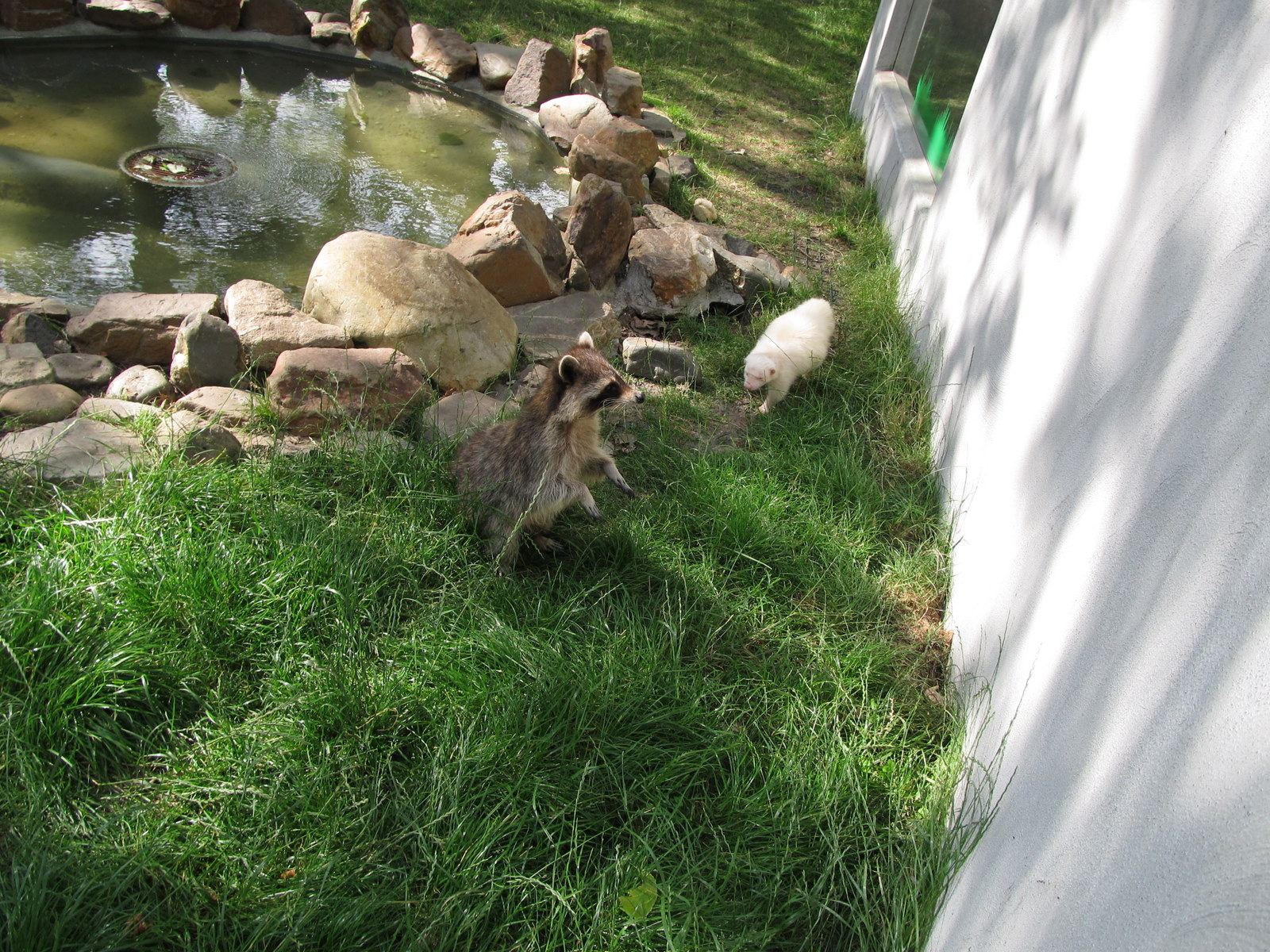

## Văn hoá
Flower trong phim Bambi